# 韋謝爾卡 (柳巴爾區)
49°57′13″N 27°55′10″E / 49.95361°N 27.91944°E
韋謝爾卡（烏克蘭語：Веселка）是烏克蘭北部的村莊，隸屬日托米爾州的日托米爾區。該村始建於1585年，面積12.66平方公里，海拔高度260米，2001年該村落人口231。